# Ryszard Siwiec
Ryszard Siwiec (Dębica, 1909. március 7. – Varsó, 1968. szeptember 12.) lengyel könyvelő, a Honi Hadsereg veteránja, aki a keleti blokk országaiban elsőként égette magát halálra a szovjet önkény elleni tiltakozásul.

## Halála
Tettét alaposan megfontolta, áprilisban megírta végrendeletét, és máig fennmaradt hangfelvételeket készített.
Tiltakozásul a prágai tavasz elleni szovjet intervenció ellen szeptember 8-án az országos aratóünnepségen a Tízéves Évforduló Stadionban a LEMP vezetői, diplomaták és 100 ezer néző előtt felgyújtotta magát. Siwiec égési sérüléseibe négy nap múlva, kórházban belehalt. Az igazságot erről az eseményről a kommunista kormány eltitkolta, még a stadionban összegyűlt emberek sem tudták pontosan, mi történt. A politikai okokból történő önégetést valószínűleg vietnámi buddhista szerzetesek inspirálták (a legismertebb közülük Thích Quảng Đức). Később más országokban is az önégetést választották tiltakozásul az önkény ellen, többek között Jan Palach Prágában vagy Bauer Sándor Budapesten.

## Emlékezete

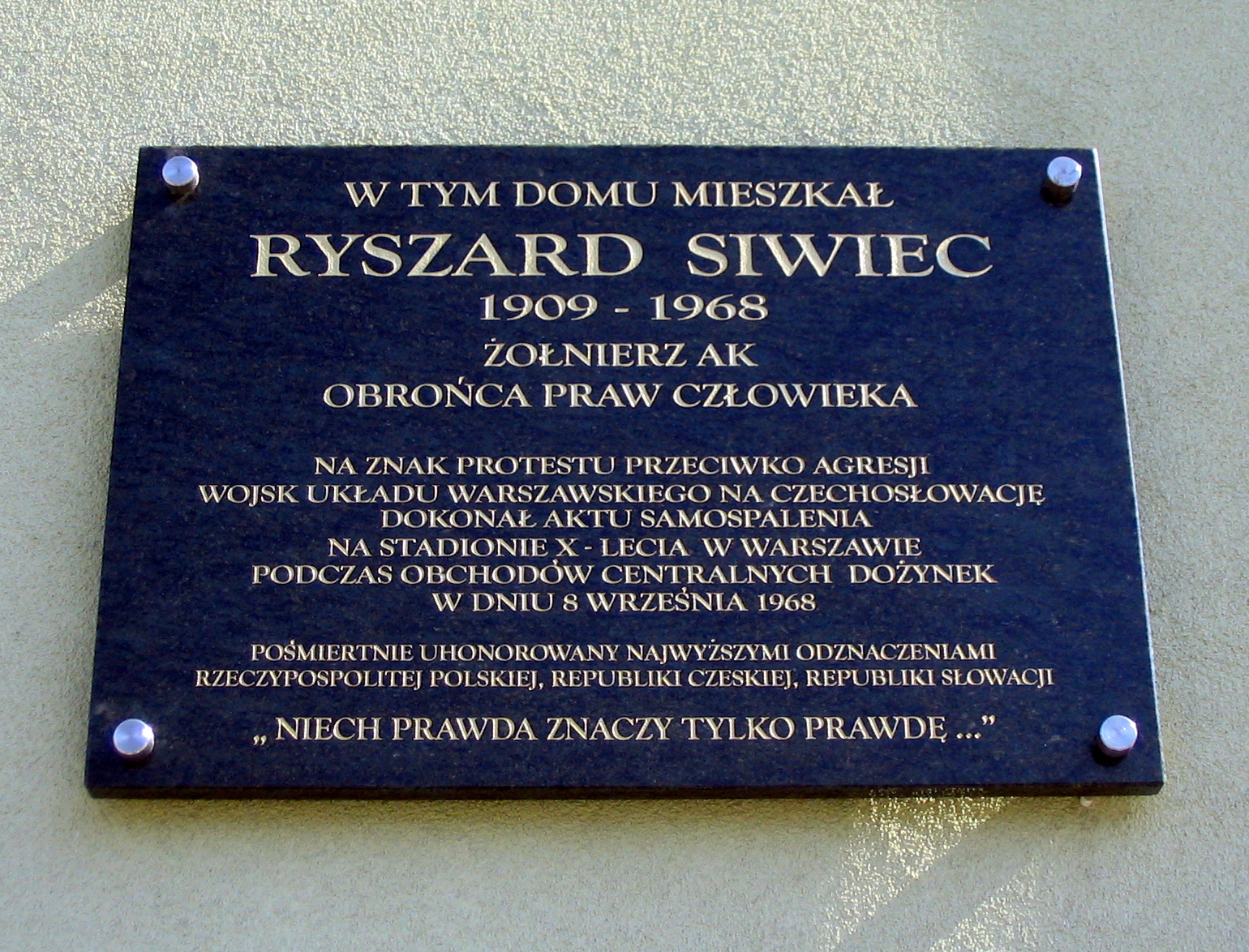
Emléktáblája egykori háza falán

- 1991-ben Halld meg kiáltásom(wd) (Usłyszcie mój krzyk) címmel Maciej Drygas(wd) lengyel dokumentumfilm-rendező filmet készített Ryszard Siwiec tragédiájáról. A film készítésének évében, elnyerte az Európai Filmdíjat „a legjobb dokumentumfilm” kategóriában.[5]
- Tomáš Garrigue Masaryk rend(wd) első fokozatával tüntette ki 2001-ben Václav Havel, Csehország elnöke[6]
- A Lengyelország Újjászületése érdemrend parancsnoki fokozatát adományozta 2003-ban Aleksander Kwaśniewski, Lengyelország elnöke.[6]
- A Fehér Kettőskereszt rend(wd) harmadik fokozatát adományozta 2006-ban Ivan Gašparovič, Szlovákia elnöke.[7]
- Emlékoszlopot állítottak tiszteletére a Varsói stadion előtt.
- Egykori lakóházán, (Przemyśl, Okrzei utca 2) emléktáblát helyeztek el.
- Prága harmadik kerületében(wd) utcát nevezték el róla.